# PSM Makassar
El Persatuan Sepakbola Makassar (en español: Asociación de Fútbol de Makassar), conocido simplemente como PSM Makassar, es un club de fútbol que compite en la Liga Indonesia. Es uno de los clubes más poderosos de Indonesia, habiendo ganado un título en el año 2000 y habiendo terminado finalista en tres temporadas después de ese año.

## Historia
El club fue fundado el 2 de noviembre de 1915 en la ciudad indonesia de Makassar y su nombre oficial fue Makassar Voetbal Bond (MVB)

## Liga Indonesia
- 1994/1995 - 10.º Lugar en el área este.
- 1995/1996 - finalista
- 1996/1997 - Semifinalista
- 1997/1998 - campeonato detenido
- 1998/1999 - Entre los mejores 8
- 1999/2000 - Campeón
- 2001 - finalista
- 2002 - Semifinalista
- 2003 - finalista
- 2004 - finalista
- 2005 - 2.º lugar en el área este. Entre los mejores 8 de Indonesia
- 2006 - 4.º lugar en el área este. Entre los mejores 8 de Indonesia

## Palmarés
- Liga 1 de Indonesia: 1

2023
- Liga Indonesia: 1

2000
- Perserikatan: 5

1955-57, 1957-59, 1964-65, 1965-66, 1991-92
- Piala Indonesia: 1

2018-19
- Piala Presiden Soeharto: 1

1974
- Copa Ho Chi Minh City: 1

2001

## Participación en competiciones de la AFC
| Temporada | Torneo                  | Ronda            | Club                    | Casa      | Visita    |
| --------- | ----------------------- | ---------------- | ----------------------- | --------- | --------- |
| 1996-97   | Copa de Clubes de Asia  | 1                | Pohang Steelers         | 1–0       | 0-4       |
| 2001      | Asian Club Championship | 1                | Sông Lam Nghệ An        | 0–0       | 4–1       |
| 2001      | Asian Club Championship | 2                | Royal Thai Air Force    | 6–1       | 5–0       |
| 2001      | Asian Club Championship | Cuartos de final | Shandong Luneng Taishan | 1–3       | –         |
| 2001      | Asian Club Championship | Cuartos de final | Suwon Samsung Bluewings | 1–8       | –         |
| 2001      | Asian Club Championship | Cuartos de final | Júbilo Iwata            | 0–3       | –         |
| 2004      | AFC Champions League    | Fase de grupos   | Hoàng Anh Gia Lai       | 3–0       | 1–5       |
| 2004      | AFC Champions League    | Fase de grupos   | Krung Thai Bank         | 2–3       | 2–1       |
| 2004      | AFC Champions League    | Fase de grupos   | Dalian Shide            | 0–1       | 1–2       |
| 2005      | AFC Champions League    | Fase de grupos   | BEC Tero Sasana         | 1–0       | 2–2       |
| 2005      | AFC Champions League    | Fase de grupos   | Yokohama F. Marinos     | 0–2       | 0–3       |
| 2005      | AFC Champions League    | Fase de grupos   | Shandong Luneng Taishan | 0–1       | 1–6       |
| 2019      | AFC Cup                 | Fase de grupos   | Home United FC          | 3–2       | 1–1       |
| 2019      | AFC Cup                 | Fase de grupos   | Kaya–Iloilo             | 1–1       | 2–1       |
| 2019      | AFC Cup                 | Fase de grupos   | Lao Toyota FC           | 7–3       | 3–0       |
| 2019      | AFC Cup                 | Semifinal ASEAN  | Becamex Bình Dương      | 2–1       | 0–1       |
| 2020      | AFC Cup                 | Play off         | Lalenok United          | 3–1       | 4–1       |
| 2020      | AFC Cup                 | Fase de grupos   | Tampines Rovers         | Cancelada | 1–2       |
| 2020      | AFC Cup                 | Fase de grupos   | Shan United             | 3–1       | Cancelada |
| 2020      | AFC Cup                 | Fase de grupos   | Kaya–Iloilo             | 1–1       | Cancelada |
| 2022      | AFC Cup                 | Fase de grupos   | Kuala Lumpur City       | 0–0       | 0–0       |
| 2022      | AFC Cup                 | Fase de grupos   | Tampines Rovers         | 3–1       | 3–1       |
| 2022      | AFC Cup                 | Semifinal ASEAN  | Kedah Darul Aman        | 2–1       | 2–1       |
| 2022      | AFC Cup                 | Final ASEAN      | Kuala Lumpur City       | 2–5       | 2–5       |